# Harpactocrates trialetiensis
Harpactocrates trialetiensis es una especie de araña araneomorfa del género Harpactocrates, familia Dysderidae. Fue descrita científicamente por Mcheidze en 1997.
Se distribuye por Georgia. El prosoma de la hembra mide aproximadamente 3-5 milímetros de longitud y es de color marrón.